# Megipocerus mordvilkoi
Megipocerus mordvilkoi är en insektsart som beskrevs av Aleksey A. Zachvatkin 1945. Megipocerus mordvilkoi ingår i släktet Megipocerus och familjen dvärgstritar. Inga underarter finns listade i Catalogue of Life.